# Cosmos Redshift 7
Cosmos Redshift 7 (ook bekend als CR7) is een sterrenstelsel dat sterke Lyman-alfa emissie uitzend. Met de hoge roodverschuiving van 6,6, is het sterrenstelsel waargenomen zoals het ongeveer 800 miljoen jaar na de oerknal was, tijdens het tijdperk van reionisatie. Met een lichtreistijd van 12,9 miljard jaar is het een van de oudste, meest verre sterrenstelsels die bekend zijn.
CR7 vertoont enkele van de verwachte kenmerken van populatie III sterren, dat wil zeggen de eerste generatie sterren die tijdens de vroege vorming van sterrenstelsels is ontstaan. Deze kenmerken werden ontdekt in een heldere groep van blauwe sterren; de rest van het sterrenstelsel bevat rodere populatie II sterren.

## Ontdekking
Astronomen onder leiding van David Sobral, een lector in astrofysica aan de Universiteit van Lancaster, gebruikten de Very Large Telescope (VLT) van de Europese Zuidelijke Sterrenwacht - met hulp van het W.M. Keck-observatorium, de Subaru-telescoop en de NASA/ESA Hubble Space Telescope - om de ontdekking te doen. Het onderzoeksteam bestond uit leden van de Universiteit van Californië, Riverside, de Universiteit van Genève, de Universiteit van Leiden en de Universiteit van Lissabon. De naam van het sterrenstelsel (Cosmos Redshift 7) is geïnspireerd op profvoetballer Cristiano Ronaldo, die in de volksmond ook wel CR7 wordt genoemd.

## Beschrijving
Cosmos Redshift 7 bevat oude populatie II (metaalarme) en mogelijk populatie III (extreem metaal-arme) sterren, en is drie keer helderder dan de helderste verre sterrenstelsels met roodverschuiving groter dan 6 die tot op het moment van zijn ontdekking waren waargenomen.